# Parhypochthonius dubiosus
Parhypochthonius dubiosus är en kvalsterart som beskrevs av Schweizer 1956. Parhypochthonius dubiosus ingår i släktet Parhypochthonius och familjen Parhypochthoniidae. Inga underarter finns listade i Catalogue of Life.